# Махотін Павло Володимирович
Павло Володимирович Махотін (рос. Павел Владимирович Махотин; нар. 19 лютого 1926, Викса, Горьковська область, СРСР — пом. 1 березня 2001, Москва, Росія) — радянський та російський актор театру і кіно.

## Життєпис
Народився у місті Викса Горьковської області в родині службовців. У 1928 році родина Махотіна переїхали жити на станцію Навашино Горьківської області, а у 1933 році в селище Ташине. У 1934 році сім'я оселилися в Москві.
У 1941 році Павло Махотін закінчив середню школу і вступив до електромашинобудівний технікуму, після закінчення якого в 1943 році працював техніком-електриком на заводі.
У 1945 році, пройшовши відбірковий конкурс, Павло Махотін був прийнятий актором в Театр ім. Єрмолової, де служив багато років до виходу на пенсію.
Дебют Махотіна в кіно відбувся у 1959 році в фантастичному фільмі режисера Віктора Моргеншерна «Я був супутником Сонця». Згодом актор багато знімався, граючи, в основному, військових і чиновників.
Помер 1 березня 2001 року в Москві. Похований на Введенському цвинтарі.

## Фільмографія
- 1959 — «Я був супутником Сонця» — Андрій, молодий учений
- 1961 — «Найперші» — Олександр Васильович Калугін
- 1963 — «При виконанні службових обов'язків» — Холодов
- 1964 — «Листи до живих» — Павло
- 1964 — «Слід в океані» — Бєлогуров
- 1970 — «Я - 11-17» — полковник Довгальов
- 1973 — «Товариш генерал» — генерал Лучинін, представник штабу фронту'
- 1976 — «Ти — мені, я — тобі» — директор хімкомбінату
- 1977 — Вітер «Надєжди» — капітан Михайло Іванович
- 1979 — «Місце зустрічі змінити не можна» — Павло Володимирович, представник прокуратури
- 1980 — «Де ти, кохання?» — Павло Володимирович
- 1980 — «Бастіон» — Олександр Павлович Востросаблін
- 1984 — «ТАРС уповноважений заявити...» — Яранцев
- 1985 — «День гніву» — голова комісії
- 1986 — «І в звуках пам'ять відгукнеться…» — батько Лисенка
- 1986 — «Віч-на-віч» — Павлов
- 1986 — «Перехоплення» — Мейю, адмірал флоту США
- 1986 — «Костюмер» — епізод
- 1988 — «Об'єктивні обставини»
- 1990 — «Війна на західному напрямку» — полковник Семен Мікохін
- 1990 — «Десять років без права листування» — Микола Булганін
- 1993 — «Кодекс безчестя» — чиновник
- 2000 — «Таємниці палацових переворотів. Фільм 2. Заповіт імператриці»
- 2001 — «Годинник без стрілок» — приятель Семена